# ЦЕР рачунари
ЦЕР (Цифарски Електронски Рачунар) је серија раних рачунара базирана на електронским цевима и транзисторима, које је производио Институт Михајло Пупин током 1960-их и 1970-их година. 
Модели:
- ЦЕР-10 - 1960, први југ. дигитални рачунар конструисан у СФРЈ, пројектован је у Институту „Винча“ а завршен 1960. у Инст. М. Пупин. Заснован је на електронским цевима, транзисторима, електронским релејима, феритној меморији, папирним бушеним тракама. Радио у згради СКНЕ-Танјуг за потребе Савезне владе СФРЈ од 1963-67.г.
- ЦЕР-2 - 1963, модел-прототип
- ЦЕР-20 - 1964, ЦЕР-30 - 1966, прототипови " електронске књиговодствене машине“ за Еи- Ниш и РИЗ-Загреб.
- ЦЕР-11 - 1966, Мобилни-теренски војни рачунар за ЈНА, заснован на технологији транзистора, феритне меморије, папирне траке за телепринтер и сл.
- ЦЕР-200 - 1966, серија од 18 „електронских књиговодствених рачунара“.
- ЦЕР-22 - 1967, серија од три рачунара, који су коришћени за банкарске он-лајн операције и пословне обраде података у предузећима. Засновани су на технологији транзистора, MSI кола, феритних меморија, бушених картица и папирних трака, изменљивих пакета магнетних дискова CDC-854, брзог линијског штампача итд.
- ЦЕР-202 - 1968, ЦЕР-203 - 1972, новије верзије књиговодствених машина.
- ЦЕР-12 - 1971, " електронски рачунарски систем за пословне обраде података " у ЕРЦ Инст."М. Пупин“ и Кредитне банке-Зрењанин. Заснован је на VLSI-технологији на wire-wraped плочама, са магнетним изменљивим дисковима CDC, јединицама магнетних трака Ampex, брзим линијским штампачем, дисплеј-мониторима и другом савременом периферијском опремом.
- ЦЕР-101, Космос - 1973, мобилни теренски рачунар у спец. војном камиону коришћен у ВТИ-ЈНА. Заснован је на технологији VLSI-кола, феритној меморији, папирним тракама, телепринтерима, магнетном добошу Vermont 1004, линијском штампачу и сл.
- ЦЕР-111 - 1975, мобилни-теренски војни рачунар коришћен успешно у ЈНА до 1989. године. Заснован је на технологији VLSI-кола на матичним wire-wraped плочама, са HD-диском Singer и брзим линијским штампачем.

Најуспешнији модели ЦЕР у примени биле су мање серије рачунара:ЦЕР-22, ЦЕР-200 и ЦЕР-12 за пословне обраде података у многим предузећима, банкама и државним службама и установама ; неки примерци били су у активној употреби све до почетка 1990-их односно до распада државе СФРЈ.